# Долина ужаса
«Долина страха» или «Долина ужаса» (англ. The Valley of Fear) — детективная повесть Артура Конана Дойля, изданная в 1915 году. Последняя из 4 повестей Конан Дойля о Шерлоке Холмсе. Сюжет повести частично основывается на реальных событиях, связанных с деятельностью Молли Магуайерс — тайного общества ирландских по происхождению шахтёров на угольных шахтах Пенсильвании.
Первая публикация состоялась в журнале Strand Magazine между сентябрём 1914 и маем 1915 года. Отдельное издание вышло в Нью-Йорке 27 февраля 1915 года.
И уже с ноября 1914 года повесть стала переводиться и печататься в России (в журналах «Жизнь и суд» и «Аргус»). В СССР до 1990 года переводы повести на русский язык трижды публиковались в периодике: в 1925 году в журнале «Красная панорама» (под названием «Треугольник в круге»), в 1966 году в журнале «Звезда Востока» и в 1986 году в журнале «Смена». Тем не менее, ни в один из сборников рассказов о Холмсе, издававшихся в СССР, вплоть до 1990 года эта повесть не включалась, не вошла она и в популярное восьмитомное собрание писателя, выпущенное в 1966 году издательством «Правда» в серии «Библиотека журнала «Огонек». Встречаются даже утверждения, что её публикация была в Советском Союзе под негласным запретом.
В 1990 году под названием «Долина Страха» в формате покет-бука эта книга была выпущена издательством журнала «Андрей» в переводе ответственного секретаря редакции Евгения Тер-Оганяна, с логотипом, включающим треугольник в круге, работы художественного редактора журнала того времени Валерия Ковалевского и с обложкой работы главного редактора журнала Алексея Вейцлера.

## Сюжет

### Часть I. Берлстоунская трагедия
7 января Шерлок Холмс получает шифрованное письмо от одного из подручных профессора Мориарти, Порлока. После расшифровки письма выясняется, что готовится нападение на некоего мистера Дагласа (встречается также вариант «Дуглас»). Через пять минут в дом на Бейкер-стрит приходит инспектор Скотленд-Ярда Макдональд и сообщает, что мистер Даглас убит в своем поместье. История кажется Холмсу интересной, и он берётся за дело. К расследованию также привлекают главного следователя полиции Суссекса Уайта Мейсона. Прибыв в деревню Берлстоун со своим напарником доктором Ватсоном, Холмс осматривает место преступления и наблюдает множество нелогичных деталей, объяснение которым сложно найти. В то же время его коллега замечает странное поведение друга убитого, мистера Сесила Баркера, и его жены. Это наводит его на мысль, что они были в сговоре и вместе убили мистера Дагласа. Странными деталями преступления были: а) использование слишком шумного и специфического оружия; б) одним выстрелом в упор было уничтожено всё лицо жертвы и в) кровавый след на подоконнике комнаты. Позже Шерлок Холмс выясняет, что очертания кровавого следа полностью совпадают с домашней обувью Баркера, которая была на нём в ночь убийства. Спустя некоторое время выясняется, что отпечаток действительно был оставлен приятелем убитого, однако убит был вовсе не мистер Даглас, а тот, кто совершал покушение на него. К такому выводу Холмса отчасти привела отсутствующая гантель в углу комнаты, на которую прочие следователи не обратили внимания.

### Часть II. Чистильщики
Во второй части рассказывается о событиях, которые происходили за 20 лет до вышеописанных (4 февраля 1875 года) и за тысячи миль на запад, холодной зимой в ущельях Гилмертонских гор, а именно в городке Вермисса, где трудяги добывали уголь и железную руду. На жителей этой долины наводит ужас бандитская шайка «Скауэров» (они же «Чистильщики» они же «Общество свободных тружеников»), бывшая заодно и масонской ложей. Они занимаются тем, что вымогают деньги у местных бизнесменов (в основном — руководителей добычи угля и железа), при этом убивая тех, кто становится у них на пути. В долину вечерним поездом прибывает молодой ирландец по имени Джек Макмердо, который тоже состоит в масонской ложе. В поезде он знакомится с одним из участников банды — Сканлэном, а также проводит дерзкую беседу с местными полицейскими, чем заслуживает уважение всех, кто наблюдал за этим разговором. Он поселяется в небольшом общежитии на окраине города, где с первого взгляда влюбляется в блондинку Этти Шафтер, дочь хозяина (которая впоследствии станет его супругой, отрёкшись от другого влиятельного участника банды). Затем Макмердо вступает в ложу, предварительно пройдя проверку на смелость у босса Макгинти, которому юноша понравился красноречием и живостью мысли («Ах ты, чёрт! Уж не ирландец ли ты? Языком чешешь больно складно»). 
На следующий день после «посвящения» Макмердо беседует с другим «Чистильщиком» по фамилии Моррис, владельцем магазина и масоном, который когда-то прибыл в долину в надежде разбогатеть, и которого принудили вступить в местную ложу. Будучи совестливым человеком и католиком, Моррис испытывает ужас и горе из-за того, что является участником организации, которая совершает столько злодеяний. Но он не смеет противостоять этому, так как боится за свою жизнь и за жизнь своих близких. Именно Моррис назвал Долину Вермиссы «Долиной ужаса». Макмердо предлагает Моррису продать свой магазин и уехать из долины.
Постепенно Макмердо приобретает в банде всё большую репутацию и уважение, втираясь в доверие к главарю, а также добирается до главных секретов ложи и становится одним из её самых влиятельных участников. Позже Моррис очень неохотно передаёт Макмердо письмо, из которого явствует, что в долине действует сыщик из компании Пинкертонов по имени Бёрди Эдвардс, которого откомандировали сюда, чтобы собрать улики против Чистильщиков, разоблачить их и уничтожить банду. Эдвардса направил в долину Пинкертон, а его, в свою очередь, наняли несколько рудничных, угольных и железнодорожных магнатов. Макмердо рассказывает об этом остальным Чистильщикам, после чего объявляет, что у него есть действенный план по заманиванию и убийству Бёрди Эдвардса. Макгинти и остальные руководители банды соглашаются с ним, и Макмердо приглашает босса и других элитных участников братства к себе домой для засады на сыщика. В самый напряжённый момент Макмердо объявляет бандитам, что он и есть Бёрди Эдвардс. Всё это время он притворялся таким же бандитом, как и остальные, а на деле — грамотно спасал будущим жертвам жизни или предупреждая их, при этом скрупулёзно собирая улики против бандитов. Тут же Макгинти и его сообщников захватывает рудничная полиция. Далее следуют судебные процессы, на которых босса и некоторых элитных братьев отправляют на казнь, а остальных — в тюрьму. Проходят годы, и большинство «остальных» выходят из тюрьмы. Они клянутся найти агента и убить его. С тех пор Бёрди Эдвардс начинает вместе с супругой Этти скитаться по стране, где его постоянно находят «чистильщики». Позже Этти умирает, и тогда Бёрди решает переселиться далеко в Англию. Уже там он находит себе новую жену, приобретает большое поместье в Берлстоуне и меняет имя — теперь он мистер Даглас. Но несколько месяцев спустя он узнает в ближайшем городе одного из братьев «Свободных тружеников», что очень пугает его, поэтому он решает подготовиться: приобретает обрез и усиливает бдительность. В итоге, в короткой схватке ночью в его комнате побеждает именно он, и Баркер вместе с миссис Даглас, оказавшимися на месте происшествия ранее прислуги, решают подстроить всё так, будто покушение было удачным: они переодевают покойника в одежду Дагласа и оставляют кровавый след на подоконнике комнаты. Об остальном можно не беспокоиться — лицо убийцы полностью уничтожено дробью из обреза. Самого Дагласа они прячут в потайных комнатах старого поместья, чтобы организаторы покушения подумали, что Бёрди Эдвардс убит и опасность из прошлого навсегда покинула жизнь агента. Несмотря на благополучное завершение истории, Эдвардсу так и не удаётся спастись: вскоре после покушения он погибает, но уже от рук наёмных убийц профессора Мориарти.